# Abeomelomys sevia
Abeomelomys sevia is een knaagdier uit de muizen en ratten van de Oude Wereld (Murinae) dat voorkomt in de oostelijke bergen van Nieuw-Guinea. Het is de enige soort van het geslacht Abeomelomys. Dit geslacht behoort tot de Pogonomys Division van Musser & Carleton (2005) en lijkt volgens hen morfologisch het meeste op Pogonomelomys, hoewel die een heel andere morfologie van het sperma heeft. A. sevia werd oorspronkelijk beschreven als een soort van Melomys, later verplaatst naar Pogonomelomys, en uiteindelijk door Menzies (1990) in een apart geslacht geplaatst, hoewel dat niet onmiddellijk werd geaccepteerd. Het dier leeft van 1400 tot 3100 m hoogte in het centrale bergland van Papoea-Nieuw-Guinea (ondersoort A. s. tatei Hinton, 1943, volgens Flannery, 1995) en op het Huonschiereiland (ondersoort A. sevia Tate & Archbold, 1935, volgens Flannery). Door de Telefol (Sandaun Province) wordt hij "karung" genoemd. Hij leeft in allerlei habitats: regenwoud, nevelwoud en zelfs gebieden boven de boomgrens. In nevelwoud leeft hij in bomen en maakt hij nesten in Pandanus-bosjes of holle bomen. De paring begint in het begin van oktober; er wordt één jong tegelijk geboren.
Oppervlakkig lijkt A. sevia op andere kleine, in bomen levende muizen, zoals soorten van Pogonomelomys, Chiruromys en vooral Pogonomys en Coccymys, maar die hebben allebei meer complexe kiezen (met meer knobbels). A. sevia heeft ook een veel harigere staart dan Pogonomys-soorten en een iets minder harige dan Coccymys. Ook mist A. sevia de witte staartpunt van Coccymys ruemmleri. De kop-romplengte bedraagt 114 tot 138 mm, de staartlengte 140 tot 191 mm, de achtervoetlengte 24 tot 26 mm, de oorlengte 17 tot 19 mm en het gewicht ongeveer 50 gram. Net als bij de meeste andere knaagdieren hebben vrouwtjes 0+2=4 mammae.